# Cerekwica (wzniesienie)
Cerekwica (niem. Kirchberg) (562 m n.p.m.) – wzniesienie w południowo-zachodniej Polsce, w Sudetach Środkowych, w Górach Sowich.

## Położenie i opis
Wzniesienie jest położone w północnej części Gór Sowich, około 4,1 km na południowy wschód od centrum miejscowości Zagórze Śląskie.
Rozległe kopulaste wzniesienie stanowiące zwornik trzech niewielkich grzbietów, o stromych zboczach, z płaskim mało wyrazistym wierzchołkiem, górujące od północnego wschodu nad wsią Michałkowa a od zachodu nad Lutomią Górną. Ukształtowanie i rzeźba wzniesienia jest bardzo zróżnicowana.
Wznosi się w długim, bocznym grzbiecie odchodzącym od Kokota, w niewielkiej odległości od wzniesienia Zabójcza położonego po południowej stronie, od którego oddzielone jest niewielkim siodłem. Wzniesienie zbudowane z dolnokarbońskich zlepieńców gnejsowych. Zbocza wzniesienia pokrywa warstwa młodszych osadów z okresu zlodowaceń plejstoceńskich. Większość powierzchni wzniesienia łącznie z partią szczytową porośnięta jest lasem świerkowym regla dolnego. Niewielką część wschodniego zbocza w środkowej części zajmują nieużytki, górskie łąki i pastwiska. Położenie wzniesienia, charakterystyczny kopulasty kształt i zróżnicowana rzeźba czynią wzniesienie rozpoznawalnym w terenie.

## Inne
- Przez szczyt góry przebiega granica administracyjna między powiatem wałbrzyskim i świdnickim.

## Turystyka
- Podnóżem zachodniego zbocza prowadzi  niebieski szlak turystyczny – fragment europejskiego szlaku długodystansowego E3 z Zagórza Śląskiego na Wielką Sowę.
- Na szczyt można dojść ścieżką od strony zachodniej z miejscowości Michałkowa i od strony wschodniej z Lutomi Górnej.